# Episodi di Topper (prima stagione)
La prima stagione della serie televisiva Topper è andata in onda negli Stati Uniti dal 9 ottobre 1953 al 2 luglio 1954 sulla CBS.
| nº | Titolo originale          | Prima TV USA     |
| -- | ------------------------- | ---------------- |
| 1  | Topper Meets the Ghosts   | 9 ottobre 1953   |
| 2  | The Movers                | 16 ottobre 1953  |
| 3  | Hiring the Maid           | 23 ottobre 1953  |
| 4  | The Hypnotist             | 30 ottobre 1953  |
| 5  | Reducing                  | 6 novembre 1953  |
| 6  | The Spinster              | 13 novembre 1953 |
| 7  | Bank Securities           | 20 novembre 1953 |
| 8  | The Kid                   | 27 novembre 1953 |
| 9  | Burglar                   | 4 dicembre 1953  |
| 10 | Uncle Jonathan            | 11 dicembre 1953 |
| 11 | The Car Story             | 18 dicembre 1953 |
| 12 | Christmas Carol           | 25 dicembre 1953 |
| 13 | Masquerade                | 1º gennaio 1954  |
| 14 | Second Honeymoon          | 8 gennaio 1954   |
| 15 | The Socialite             | 15 gennaio 1954  |
| 16 | The Surprise Party        | 22 gennaio 1954  |
| 17 | Decorating                | 29 gennaio 1954  |
| 18 | Astrology                 | 5 febbraio 1954  |
| 19 | Trip to Lisbon            | 12 febbraio 1954 |
| 20 | The Proposal              | 19 febbraio 1954 |
| 21 | Katie's Nephew            | 26 febbraio 1954 |
| 22 | College Reunion           | 5 marzo 1954     |
| 23 | Economy                   | 12 marzo 1954    |
| 24 | The Diamond Ring          | 19 marzo 1954    |
| 25 | Topper Runs for Mayor     | 26 marzo 1954    |
| 26 | The Painting              | 2 aprile 1954    |
| 27 | Henrietta Sells the House | 9 aprile 1954    |
| 28 | Legacy                    | 16 aprile 1954   |
| 29 | Topper Goes to Las Vegas  | 23 aprile 1954   |
| 30 | Topper Goes West          | 30 aprile 1954   |
| 31 | Sweepstakes               | 7 maggio 1954    |
| 32 | The Package               | 14 maggio 1954   |
| 33 | Neil Disappears           | 21 maggio 1954   |
| 34 | The Picnic                | 28 maggio 1954   |
| 35 | The Wedding               | 4 giugno 1954    |
| 36 | Preparations for Europe   | 11 giugno 1954   |
| 37 | The Boat                  | 18 giugno 1954   |
| 38 | Theatricals               | 25 giugno 1954   |
| 39 | George's Old Flame        | 2 luglio 1954    |

## Topper Meets the Ghosts
- Prima televisiva: 9 ottobre 1953

### Trama
- Interpreti: Anne Jeffreys (Marion Kerby), Robert Sterling (George Kerby), Leo G. Carroll (Cosmo Topper), Lee Patrick (Henrietta Topper), Lyle Talbot (Mr. Moulton)

## The Movers
- Prima televisiva: 16 ottobre 1953

### Trama
- Interpreti: Anne Jeffreys (Marion Kerby), Robert Sterling (George Kerby), Leo G. Carroll (Cosmo Topper), Lee Patrick (Henrietta Topper)

## Hiring the Maid
- Prima televisiva: 23 ottobre 1953

### Trama
- Interpreti: Anne Jeffreys (Marion Kerby), Robert Sterling (George Kerby), Leo G. Carroll (Cosmo Topper), Lee Patrick (Henrietta Topper), Barbara Knudson (Lola La Verne), Kathleen Freeman (Katie)

## The Hypnotist
- Prima televisiva: 30 ottobre 1953

### Trama
- Interpreti: Anne Jeffreys (Marion Kerby), Robert Sterling (George Kerby), Leo G. Carroll (Cosmo Topper), Lee Patrick (Henrietta Topper), Maudie Prickett (Amelia)

## Reducing
- Prima televisiva: 6 novembre 1953

### Trama
- Interpreti: Anne Jeffreys (Marion Kerby), Robert Sterling (George Kerby), Leo G. Carroll (Cosmo Topper), Lee Patrick (Henrietta Topper), Steve Reeves (Joe Manurki - Masseur)

## The Spinster
- Prima televisiva: 13 novembre 1953

### Trama
- Interpreti: Anne Jeffreys (Marion Kerby), Robert Sterling (George Kerby), Leo G. Carroll (Cosmo Topper), Lee Patrick (Henrietta Topper), Mary Field (Thelma Gibney), Hugh Beaumont (Ed Merrill), Lewis Martin (dottor Lang)

## Bank Securities
- Prima televisiva: 20 novembre 1953

### Trama
- Interpreti: Anne Jeffreys (Marion Kerby), Robert Sterling (George Kerby), Leo G. Carroll (Cosmo Topper), Lee Patrick (Henrietta Topper), Thurston Hall (Mr. Schuyler), Clancy Cooper (Upperson)

## The Kid
- Prima televisiva: 27 novembre 1953

### Trama
- Interpreti: Anne Jeffreys (Marion Kerby), Robert Sterling (George Kerby), Leo G. Carroll (Cosmo Topper), Lee Patrick (Henrietta Topper), Kathleen Freeman (Katie), Ann Doran (Mrs. Welch), Billy Chapin (Timmy Welch)

## Burglar
- Prima televisiva: 4 dicembre 1953

### Trama
- Interpreti: Anne Jeffreys (Marion Kerby), Robert Sterling (George Kerby), Leo G. Carroll (Cosmo Topper), Lee Patrick (Henrietta Topper), Edgar Dearing (Chief McGraw), Jess Kirkpatrick (The Burglar)

## Uncle Jonathan
- Prima televisiva: 11 dicembre 1953

### Trama
- Interpreti: Anne Jeffreys (Marion Kerby), Robert Sterling (George Kerby), Leo G. Carroll (Cosmo Topper)

## The Car Story
- Prima televisiva: 18 dicembre 1953

### Trama
- Interpreti: Anne Jeffreys (Marion Kerby), Robert Sterling (George Kerby), Leo G. Carroll (Cosmo Topper), Lee Patrick (Henrietta Topper)

## Christmas Carol
- Prima televisiva: 25 dicembre 1953

### Trama
- Interpreti: Anne Jeffreys (Marion Kerby), Robert Sterling (George Kerby), Leo G. Carroll (Cosmo Topper), Lee Patrick (Henrietta Topper), Thurston Hall (Mr. Schuyler), Frank Ferguson (dottor Lang), Mary Field (Thelma Gibney), Kathleen Freeman (Katie - Maid)

## Masquerade
- Prima televisiva: 1º gennaio 1954

### Trama
- Interpreti: Anne Jeffreys (Marion Kerby), Robert Sterling (George Kerby), Leo G. Carroll (Cosmo Topper), Lee Patrick (Henrietta Topper), Frank Ferguson (dottor Lang), Dayton Lummis (il giudice), Hal K. Dawson (Schuman), William Haade (il poliziotto), William Phillips (The Bum)

## Second Honeymoon
- Prima televisiva: 8 gennaio 1954

### Trama
- Interpreti: Anne Jeffreys (Marion Kerby), Robert Sterling (George Kerby), Leo G. Carroll (Cosmo Topper), Lee Patrick (Henrietta Topper), Mary Field (Thelma Gibney), Guy Wilkerson (Luke Loomis), Juney Ellis (Miss Carrie Loomis)

## The Socialite
- Prima televisiva: 15 gennaio 1954

### Trama
- Interpreti: Anne Jeffreys (Marion Kerby), Robert Sterling (George Kerby), Leo G. Carroll (Cosmo Topper), Lee Patrick (Henrietta Topper), Natalie Schafer (Mrs. Vance), John Eldredge (Mr. Vance)

## The Surprise Party
- Prima televisiva: 22 gennaio 1954

### Trama
- Interpreti: Anne Jeffreys (Marion Kerby), Robert Sterling (George Kerby), Leo G. Carroll (Cosmo Topper), Lee Patrick (Henrietta Topper), Kathleen Freeman (Katie), Mary Field (Thelma Gibney), Frank Ferguson (dottor Lang)

## Decorating
- Prima televisiva: 29 gennaio 1954

### Trama
- Interpreti: Anne Jeffreys (Marion Kerby), Robert Sterling (George Kerby), Leo G. Carroll (Cosmo Topper), Lee Patrick (Henrietta Topper), Kathleen Freeman (Katie), Mary Field (Thelma Gibney), Paul Bryar (Mr. Charles)

## Astrology
- Prima televisiva: 5 febbraio 1954

### Trama
- Interpreti: Anne Jeffreys (Marion Kerby), Robert Sterling (George Kerby), Leo G. Carroll (Cosmo Topper), Lee Patrick (Henrietta Topper), Kathleen Freeman (Katie), Thurston Hall (Mr. Schuyler), Dorothy Adams (Madame Caza), Fred Sherman (riparatore dei telefoni)

## Trip to Lisbon
- Prima televisiva: 12 febbraio 1954

### Trama
- Interpreti: Anne Jeffreys (Marion Kerby), Robert Sterling (George Kerby), Leo G. Carroll (Cosmo Topper), Lee Patrick (Henrietta Topper), Thurston Hall (Mr. Schuyler), Hugh Sanders (Harry Devon), Angela Greene (Mrs. Harry Devon), Lillian Bronson (Miss Erskine), Bill Walker (The Porter)

## The Proposal
- Prima televisiva: 19 febbraio 1954

### Trama
- Interpreti: Anne Jeffreys (Marion Kerby), Robert Sterling (George Kerby), Leo G. Carroll (Cosmo Topper), Lee Patrick (Henrietta Topper), Kathleen Freeman (Katie), James Parnell (il poliziotto)

## Katie's Nephew
- Prima televisiva: 26 febbraio 1954

### Trama
- Interpreti: Anne Jeffreys (Marion Kerby), Robert Sterling (George Kerby), Leo G. Carroll (Cosmo Topper), Lee Patrick (Henrietta Topper), Kathleen Freeman (Katie), James Flavin (poliziotto), Marian Holmes (infermiera)

## College Reunion
- Prima televisiva: 5 marzo 1954

### Trama
- Interpreti: Anne Jeffreys (Marion Kerby), Robert Sterling (George Kerby), Leo G. Carroll (Cosmo Topper), Lee Patrick (Henrietta Topper), Harry Antrim (Dean Newkirk), Emory Parnell (Coach Anderman), Herbert Heyes (Hartsock), Nolan Leary (Quimby)

## Economy
- Prima televisiva: 12 marzo 1954

### Trama
- Interpreti: Anne Jeffreys (Marion Kerby), Robert Sterling (George Kerby), Leo G. Carroll (Cosmo Topper), Lee Patrick (Henrietta Topper)

## The Diamond Ring
- Prima televisiva: 19 marzo 1954

### Trama
- Interpreti: Anne Jeffreys (Marian Kerby), Robert Sterling (George Kerby), Leo G. Carroll (Cosmo Topper), Lee Patrick (Henrietta Topper), Thurston Hall (Schuyler / Humphrey), Kathleen Freeman (Katie), Frank Ferguson (dottor R. Lang), Robert Warwick ( della poliziaPsychiatrist), Harry Shannon (Beamis), Thomas E. Jackson ( sergente della polizia Harper), Harry Hayden (Dillon)

## Topper Runs for Mayor
- Prima televisiva: 26 marzo 1954

### Trama
- Interpreti: Anne Jeffreys (Marion Kerby), Robert Sterling (George Kerby), Leo G. Carroll (Cosmo Topper), Lee Patrick (Henrietta Topper), Kathleen Freeman (Katie), Thurston Hall (Mr. Schuyler), Nestor Paiva (sindaco Bray), William Fawcett (Mr. Horton)

## The Painting
- Prima televisiva: 2 aprile 1954

### Trama
- Interpreti: Anne Jeffreys (Marion Kerby), Robert Sterling (George Kerby), Leo G. Carroll (Cosmo Topper), Lee Patrick (Henrietta Topper), Steve Darrell (guardia), Raymond Greenleaf (dottor Remington), Thomas Browne Henry (Mr. Simmons), Robert Pike (Curator)

## Henrietta Sells the House
- Prima televisiva: 9 aprile 1954

### Trama
- Interpreti: Anne Jeffreys (Marion Kerby), Robert Sterling (George Kerby), Leo G. Carroll (Cosmo Topper), Lee Patrick (Henrietta Topper), Thurston Hall (Mr. Schuyler)

## Legacy
- Prima televisiva: 16 aprile 1954

### Trama
- Interpreti: Anne Jeffreys (Marion Kerby), Robert Sterling (George Kerby), Leo G. Carroll (Cosmo Topper), Lee Patrick (Henrietta Topper), Kathleen Freeman (Katie), Arthur Space (Mr. Jackson), Douglas Wood (giudice), James Parnell (Deliveryman)

## Topper Goes to Las Vegas
- Prima televisiva: 23 aprile 1954
- Diretto da: Lew Landers
- Scritto da: Stanley Davis, Elon Packard

### Trama
- Interpreti: Anne Jeffreys (Marion Kerby), Robert Sterling (George Kerby), Leo G. Carroll (Cosmo Topper), Lee Patrick (Henrietta Topper), Thurston Hall (Mr. Schuyler), Paul Bryar (Lafferty), Lee Roberts (Martin), G. Pat Collins (Olaf Larson), Arthur Lovejoy (impiegato)

## Topper Goes West
- Prima televisiva: 30 aprile 1954

### Trama
- Interpreti: Anne Jeffreys (Marion Kerby), Robert Sterling (George Kerby), Leo G. Carroll (Cosmo Topper), Lee Patrick (Henrietta Topper), Thurston Hall (Mr. Schuyler), Harry Shannon (Foreman), Frank Sully (Charley), William Cottrell (Van Horn), John Dierkes (cowboy), Kathleen Freeman (Katie)

## Sweepstakes
- Prima televisiva: 7 maggio 1954

### Trama
- Interpreti: Anne Jeffreys (Marion Kerby), Robert Sterling (George Kerby), Leo G. Carroll (Cosmo Topper), Lee Patrick (Henrietta Topper), Thurston Hall (Mr. Schuyler), Charles Lane (Mr. Kittler), Nana Bryant (donna), Charles Williams (Harlon), Ronald Miller (Junior), Steve Miller (Omsoc)

## The Package
- Prima televisiva: 14 maggio 1954

### Trama
- Interpreti: Anne Jeffreys (Marion Kerby), Robert Sterling (George Kerby), Leo G. Carroll (Cosmo Topper), Lee Patrick (Henrietta Topper), Jack Daly (Dogcatcher), Phil Chambers (postino), Edward Clark (impiegato), Charles Meredith (Felton), Terry Frost (Snead)

## Neil Disappears
- Prima televisiva: 21 maggio 1954

### Trama
- Interpreti: Anne Jeffreys (Marion Kerby), Robert Sterling (George Kerby), Leo G. Carroll (Cosmo Topper)

## The Picnic
- Prima televisiva: 28 maggio 1954

### Trama
- Interpreti: Anne Jeffreys (Marion Kerby), Robert Sterling (George Kerby), Leo G. Carroll (Cosmo Topper)

## The Wedding
- Prima televisiva: 4 giugno 1954

### Trama
- Interpreti: Anne Jeffreys (Marion Kerby), Robert Sterling (George Kerby), Leo G. Carroll (Cosmo Topper), Lee Patrick (Henrietta Topper), Kathleen Freeman (Katie), Thurston Hall (Mr. Schuyler), Joyce Mackenzie (Diane Manners), John Bryant (Roger)

## Preparations for Europe
- Prima televisiva: 11 giugno 1954

### Trama
- Interpreti: Anne Jeffreys (Marion Kerby), Robert Sterling (George Kerby), Leo G. Carroll (Cosmo Topper), Lee Patrick (Henrietta Topper), Kathleen Freeman (Katie), Thurston Hall (Mr. Schuyler), Chick Chandler (Ed), Dabbs Greer (Jack)

## The Boat
- Prima televisiva: 18 giugno 1954

### Trama
- Interpreti: Anne Jeffreys (Marion Kerby), Robert Sterling (George Kerby), Leo G. Carroll (Cosmo Topper), Rex Evans (Mr. Twigman), Richard Gaines (Jack Green), John Gallaudet (Harry Dodson), George Pembroke (ispettore), Ray Walker (Mr. Purser)

## Theatricals
- Prima televisiva: 25 giugno 1954

### Trama
- Interpreti: Anne Jeffreys (Marion Kerby), Robert Sterling (George Kerby), Leo G. Carroll (Cosmo Topper), Lee Patrick (Henrietta Topper), John Eldredge (Randolph Vance), Lowell Gilmore (Herbert Fulsom), Ruth Lee (Mrs. Caroline Vance), Charles Smith (direttore artistico), Helene Millard (Mrs. Denwood)

## George's Old Flame
- Prima televisiva: 2 luglio 1954
- Diretto da: Lew Landers
- Scritto da: George Oppenheimer, Stephen Sondheim

### Trama
- Interpreti: Anne Jeffreys (Marion Kerby), Robert Sterling (George Kerby), Leo G. Carroll (Cosmo Topper), Lee Patrick (Henrietta Topper), Kathleen Freeman (Katie), Mira McKinney (Mrs. Emma Baskerville), Thurston Hall (Mr. Schuyler), Frances Rafferty (Ellen Bates), James Seay (Larry Hartford), Lillian Bronson (Miss Erskins), Renny McEvoy (cameriere), Roland Varno (Matre'd)